# Maisdon-sur-Sèvre

Localització de Maisdon-sur-Sèvre

Maisdon-sur-Sèvre (en bretó Maezon-ar-Gwini, en gal·ló Maédon) és un municipi francès, situat a la regió de Loira Atlàntic, al departament de Loira Atlàntic, que històricament ha format part de la Bretanya. L'any 2006 tenia 2.426 habitants. Limita amb els municipis de La Haie-Fouassière, Le Pallet, Monnières, Saint-Lumine-de-Clisson, Aigrefeuille-sur-Maine, Château-Thébaud i Saint-Fiacre-sur-Maine.

## Demografia
| Evolució de la població Cassini i INSEE |       |       |       |       |      |       |       |       |
| 1793                                    | 1800  | 1806  | 1821  | 1831  | 1836 | 1841  | 1846  | 1851  |
| 2.200                                   | 1.784 | 1.987 | 2.275 | 2.042 | -    | 2.027 | 2.139 | 2.236 |

| 1856  | 1861  | 1866  | 1872  | 1876  | 1881  | 1886  | 1891  | 1896  |
| ----- | ----- | ----- | ----- | ----- | ----- | ----- | ----- | ----- |
| 2.132 | 2.043 | 2.134 | 2.059 | 2.113 | 2.094 | 2.044 | 1.943 | 1.905 |

| 1901  | 1906  | 1911  | 1921  | 1926  | 1931  | 1936  | 1946  | 1954  |
| ----- | ----- | ----- | ----- | ----- | ----- | ----- | ----- | ----- |
| 1.884 | 1.875 | 1.803 | 1.644 | 1.458 | 1.262 | 1.236 | 1.243 | 1.309 |

| 1962  | 1968  | 1975  | 1982  | 1990  | 1999  | 2006 | 2011 | 2016 |
| ----- | ----- | ----- | ----- | ----- | ----- | ---- | ---- | ---- |
| 1.296 | 1.284 | 1.331 | 1.637 | 1.985 | 2.050 | -    | -    | -    |

| 2019 | - | - | - | - | - | - | - | - |
| ---- | - | - | - | - | - | - | - | - |
| -    | - | - | - | - | - | - | - | - |

## Administració
| Període | Identitat      | Partit        |
| ------- | -------------- | ------------- |
| 2001-   | Aymar Rivallin | Divers droite |